# Хазетдинов, Ильмир Ришатович
Ильмир Ришатович Хазетдинов (тат. Илмир Ришат улы Хәзетдинов; род. 28 октября 1991, Ульяновск) — российский прыгун с трамплина, чемпион России 2013, мастер спорта международного класса. По национальности — татарин.
Воспитанник уфимской школы высшего спортивного мастерства. Первый тренер — Владимир Андреевич Никулин, в настоящее время — Рамиль Разяпович Абраров.
Спортивный клуб: СДЮШОР, ШВСМ «Локомотив».
На международных соревнованиях с 2005 года. Лучший индивидуальный результат в Кубке мира — 25-е место (Бишофсхофен-2015).
Увлекается рок-музыкой и автомобилями.
Брат — Хазетдинов, Разиль Ришатович — мастер спорта по прыжкам на лыжах.